# Liga Mexicana de Voleibol Masculino
A Liga Mexicana de Voleibol Masculino é a principal competição de clubes de voleibol masculino do México. Trata-se de uma das  ligas nacionais emergentes da América. 
O torneio é organizado pela Federação Mexicana de Voleibol (FMV) desde a temporada 2013/14. A equipe Virtus é a atual campeã.

## Edição atual
| Equipe                   | Cidade                   | 2018/19 | Títulos | Tapatíos Vaqueros URN Virtus Guanajuato Tigres UANL Jaguares de Nuevo Laredo Indios UACJ Bravos de MichoacánLocalização das equipes participantes. |
| ------------------------ | ------------------------ | ------- | ------- | --- |
| Tigres UANL              | San Nicolás de los Garza | 1º      | 4       | Tapatíos Vaqueros URN Virtus Guanajuato Tigres UANL Jaguares de Nuevo Laredo Indios UACJ Bravos de MichoacánLocalização das equipes participantes. |
| Jaguares de Nuevo Laredo | Nuevo Laredo             | 2º      | 0       | Tapatíos Vaqueros URN Virtus Guanajuato Tigres UANL Jaguares de Nuevo Laredo Indios UACJ Bravos de MichoacánLocalização das equipes participantes. |
| Bravos de Michoacán      | Morelia                  | 4º      | 0       | Tapatíos Vaqueros URN Virtus Guanajuato Tigres UANL Jaguares de Nuevo Laredo Indios UACJ Bravos de MichoacánLocalização das equipes participantes. |
| Virtus Guanajuato        | León                     | 5º      | 0       | Tapatíos Vaqueros URN Virtus Guanajuato Tigres UANL Jaguares de Nuevo Laredo Indios UACJ Bravos de MichoacánLocalização das equipes participantes. |
| Vaqueros URN             | Cuauhtémoc               | 6º      | 0       | Tapatíos Vaqueros URN Virtus Guanajuato Tigres UANL Jaguares de Nuevo Laredo Indios UACJ Bravos de MichoacánLocalização das equipes participantes. |
| Indios UACJ              | Ciudad Juárez            | 7º      | 0       | Tapatíos Vaqueros URN Virtus Guanajuato Tigres UANL Jaguares de Nuevo Laredo Indios UACJ Bravos de MichoacánLocalização das equipes participantes. |
| Tapatíos                 | Guadalajara              | 8º      | 0       | Tapatíos Vaqueros URN Virtus Guanajuato Tigres UANL Jaguares de Nuevo Laredo Indios UACJ Bravos de MichoacánLocalização das equipes participantes. |

## História
A Liga Mexicana de Voleibol Masculino foi anunciada oficialmente durante o mês de outubro de 2013 por Jesús Perales Navarro, então presidente da Federação Mexicana de Voleibol. Como objetivo inicial, o campeonato serviria, por um lado, como arranque de preparação para os Jogos Centro-Americanos e do Caribe de Veracuz, e por outro, como a base de preparação da equipe nacional visando os Jogos Olímpicos de 2016.
A primeira edição foi conquistada pela equipe Cedrus Hidalgo após derrotar os Tigres de la Universidad Autónoma de Nuevo León. As seguintes edições foram dominadas pelos Tigres, que obtiveram três títulos em sequência. Foi apenas na edição de 2017/18 que a liga conheceu novos campeões, os Tapatíos. Os Tigres de Nuevo León retornaram ao topo na edição 2019/20, mas perderam em 2019/20 para o Virtus Guanajuato, que conquistou o seu primeiro título.

## Quadro de Medalhas

### Por equipe
| Equipe                   | Campeão | Vice-campeão | Terceiro lugar |
| ------------------------ | ------- | ------------ | -------------- |
| Tigres UANL              | 4       | 2            | 1              |
| Virtus Guanajuato        | 1       | 2            | 1              |
| Tapatíos                 | 1       | 0            | 1              |
| Cedrus Hidalgo           | 1       | 0            | 0              |
| Jaguares de Nuevo Laredo | 0       | 2            | 0              |
| Vaqueros URN             | 0       | 1            | 1              |
| Halcones DF              | 0       | 0            | 1              |
| Ferrocarrileros IMSS     | 0       | 0            | 1              |
| Aguilas UAS              | 0       | 0            | 1              |

### Por unidade federativa
| Equipe           | Campeão | Vice-campeão | Terceiro lugar |
| ---------------- | ------- | ------------ | -------------- |
| Nuevo León       | 4       | 2            | 1              |
| Guanajuato       | 1       | 2            | 1              |
| Jalisco          | 1       | 0            | 1              |
| Hidalgo          | 1       | 0            | 0              |
| Tamaulipas       | 0       | 2            | 0              |
| Chihuahua        | 0       | 1            | 1              |
| Cidade do México | 0       | 0            | 2              |
| Sinaloa          | 0       | 0            | 1              |